# Marche Saint-Roch de Thuin
La Marche Saint-Roch de Thuin est une procession folklorique de l'Entre-Sambre-et-Meuse qui se déroule chaque année pendant le troisième dimanche de mai dans la ville de Thuin, en Hainaut, en Belgique.

## Histoire
L'origine de la procession remonte au XVIIe siècle, lors d'une épidémie de peste. La Confrérie Saint Roch, basée dans l'Église de la Ville-Basse, était responsable de l'organisation du culte et des processions. Pendant cette période, une messe solennelle était célébrée chaque mardi en l'honneur de Saint Roch. Au fil des ans, la procession en l'honneur de Saint Roch a pris de l'ampleur. Initialement associée à la procession Notre-Dame du 15 Août, la procession de Saint Roch avait lieu le 16 août pour remercier la protection du saint contre les épidémies.
L'année 1654 a été retenue comme "date symbolique" de la naissance de la Marche Saint-Roch de Thuin, probablement en mémoire de la victoire des Thudiniens contre les troupes du Prince de Condé lors du siège de la Cité. 
En 1794, la marche fut interdite lors de la phase radicale de la Révolution française, comme de nombreuses autres processions religieuses en Belgique.
En 1866, lors d'une épidémie de choléra, le culte à Saint Roch a été revisité de manière spectaculaire. Une nouvelle confrérie Saint Roch a été fondée cette année-là, et en 1867, le troisième dimanche de mai est devenu le jour de la procession.
En 1868, à la demande du curé de la Ville-Basse, l'Administration communale a accepté d'associer une marche militaire à la procession. Cette tradition se perpétue aujourd'hui, avec la partie religieuse gérée par le clergé et l'organisation de la marche militaire confiée au "Comité Saint-Roch".
Vers la fin du 19e siècle, la marche fut mise en évidence et promue en tant que patrimoine Wallon (par opposition au patrimoine Flamand, dans le cadre des tensions de l'époque). 
Elle connu de nombreuses évolutions dans ses rites et costumes au cours des années 1930.

## Festivités
La marche folklorique de la Saint Roch de Thuin attire plus de 2 000 marcheurs chaque année. Les festivités se déroulent sur trois jours, du samedi au lundi, pendant le troisième week-end de mai.

### Programme
- Samedi : Tirs des Campes en soirée suivis d'un cortège aux flambeaux.
- Dimanche : Hommage à la Chapelle Saint-Roch, descente solennelle de la statue de Saint Roch de l'église Notre-Dame d'el Vaulx, procession dans les rues de Thuin avec des moments forts ponctués par les cloches du beffroi.
- Lundi : Rassemblement des sociétés, messe en l'honneur de Saint Roch à l'église Notre-Dame d'el Vaux, marche vers la chapelle Saint-Roch, procession dans la ville de Thuin.

## Galerie

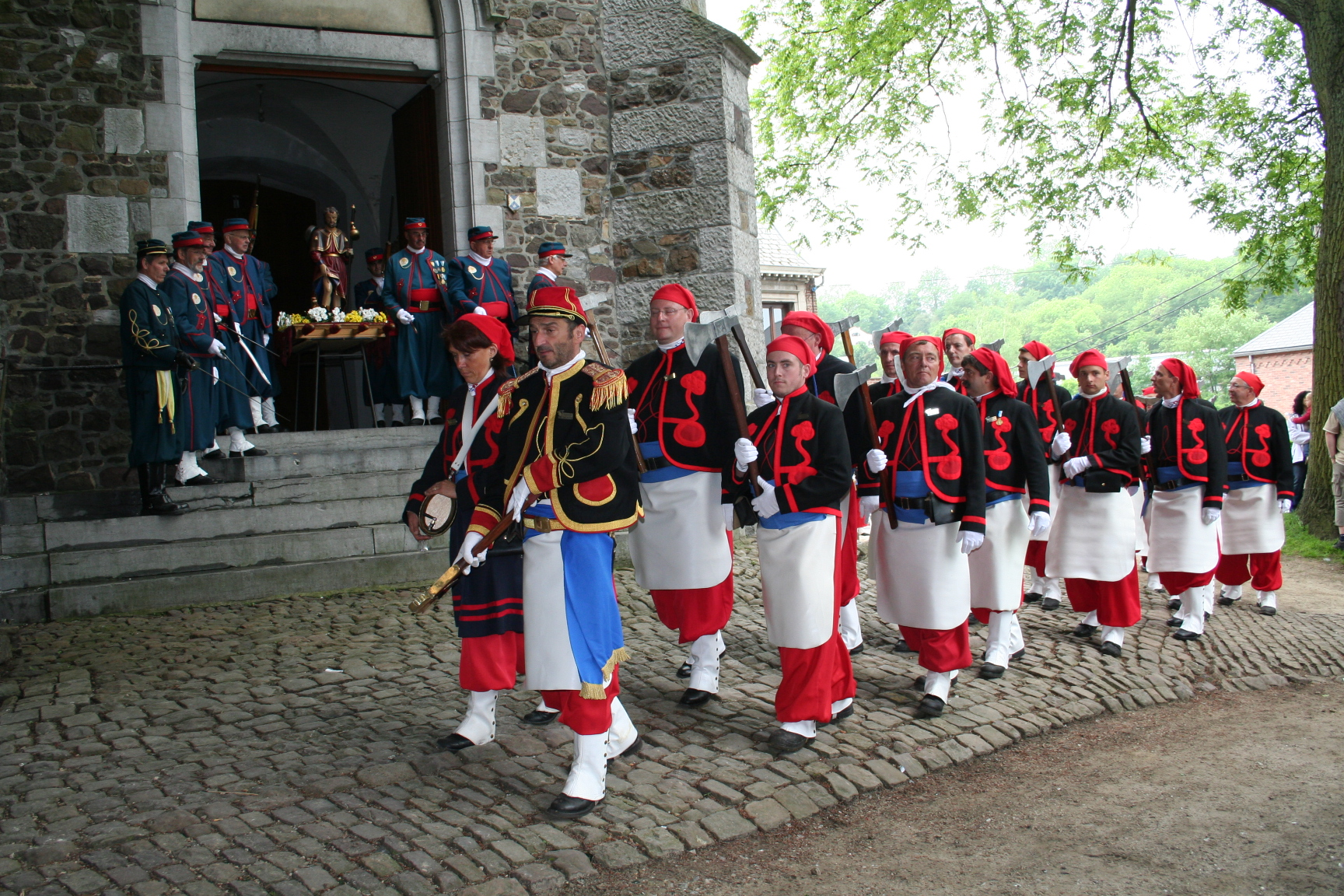
Les zouaves de la Saint-Roch de Thuin
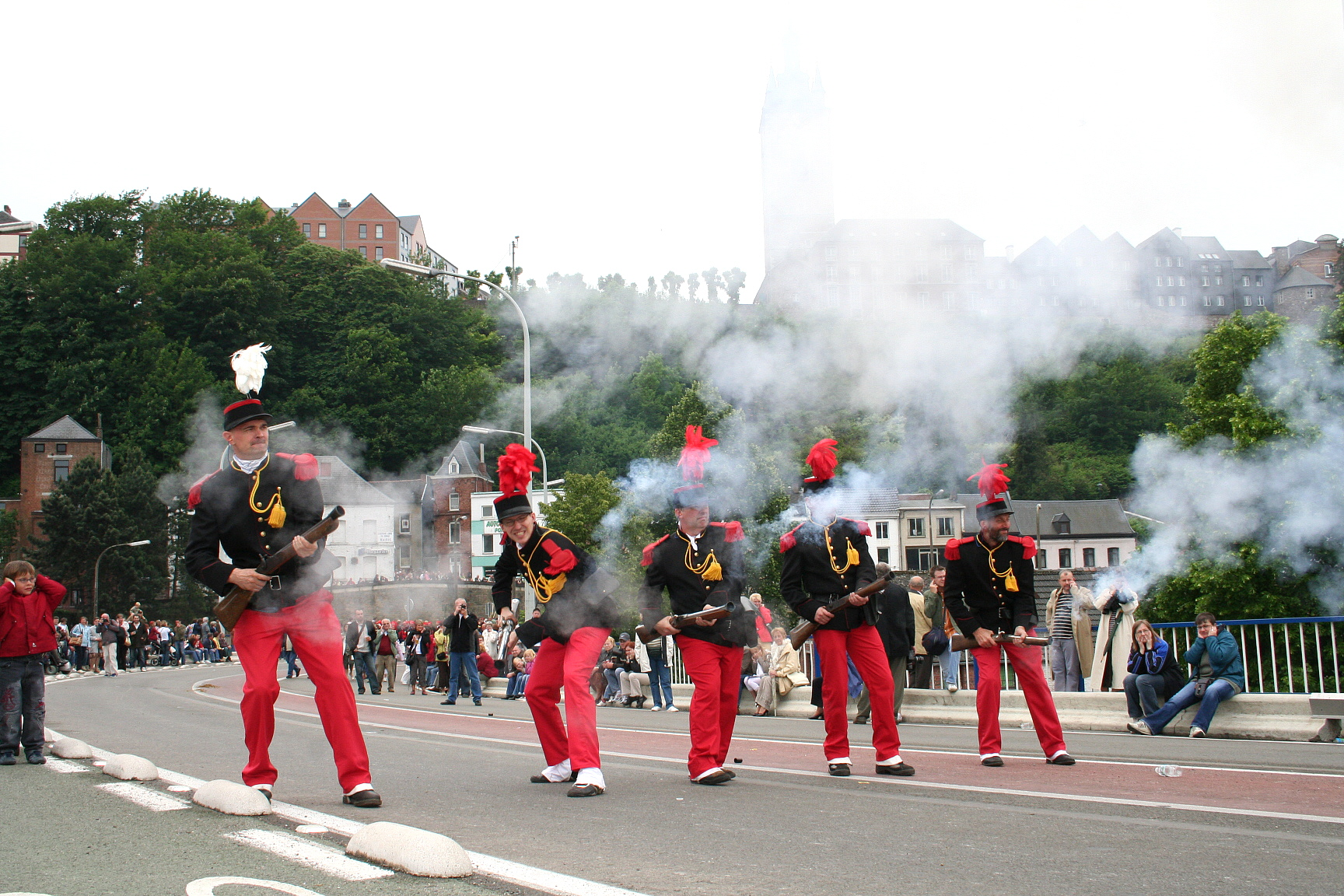
Les tromblons de la Ve infanterie de la Cie de Saint-Roch tirant une salve

## Reconnaissance par l'UNESCO
Le 5 décembre 2012, la marche Saint-Roch de Thuin a été inscrite sur la liste représentative du patrimoine oral et immatériel de l'humanité de l'UNESCO.